# Saponaria sicula
Saponaria sicula är en nejlikväxtart. Saponaria sicula ingår i släktet såpnejlikor, och familjen nejlikväxter.

## Underarter
Arten delas in i följande underarter:
- S. s. sicula
- S. s. stranjensis